# 桃花镇 (肥西县)
桃花镇，是中华人民共和国安徽省合肥市肥西县下辖的一个乡镇级行政单位。

## 行政区划
桃花镇下辖以下地区：
柏堰社区、染坊社区、长安社区、繁华新园社区、翡翠社区、柏堰雅苑社区、香樟花园一社区、香樟花园二社区、古城村和长岗村。